# Il mondo nelle mie braccia
Il mondo nelle mie braccia (The World in His Arms) è un film del 1952 diretto da Raoul Walsh in Technicolor.

## Trama
Nel 1850, a San Francisco, la contessa russa Marina Selanova fugge da un matrimonio combinato con il potente e arrogante principe Semyon. Sperando di trovare rifugio a Sitka, in Alaska, presso suo zio, il governatore Ivan Vorashilov, ottiene un passaggio sulla nave del capitano Portugee, noto trafficante e rivale in affari del temuto Capitano Jonathan Clark, soprannominato "il Bostoniano". Quando Jonathan libera il proprio equipaggio, precedentemente rapito da Portugee, Marina tenta di negoziare con lui per ottenere un passaggio sicuro verso Sitka. Tuttavia, Jonathan, animato da un profondo rancore verso i russi, rifiuta ogni trattativa. Disperata, Marina si presenta di persona da lui. La sua determinazione lo incuriosisce e, trascorrendo insieme una notte movimentata tra i locali e le strade di San Francisco, i due finiscono per innamorarsi. Jonathan le propone di sposarlo e Marina accetta con entusiasmo, apparentemente disposta a lasciarsi alle spalle la sua vita aristocratica. Ma la felicità è di breve durata. Il principe Semyon riesce a rintracciare Marina e la porta via con la forza verso Sitka. Ferito e convinto di essere stato ingannato, Jonathan accetta una folle sfida lanciata da Portugee: una corsa in mare aperto fino all'Alaska, mettendo in palio la propria nave "Pilgrim" come premio. Nonostante le difficoltà, Jonathan riesce a vincere la gara. Tuttavia, il suo rivale tenta comunque di impadronirsi della nave. Lo scontro tra i due equipaggi viene bruscamente interrotto da una nave da guerra russa, che cattura tutti e li conduce a Sitka. Lì, Semyon propone un crudele ricatto a Marina: la libertà di Jonathan in cambio del suo consenso alle nozze. Mentre lei affronta questa difficile scelta, Jonathan, affiancato dai suoi uomini e da alcuni inaspettati alleati, non si arrende facilmente.